# Solenocera mutator
Solenocera mutator is een tienpotigensoort uit de familie van de Solenoceridae. De wetenschappelijke naam van de soort is voor het eerst geldig gepubliceerd in 1938 door Burkenroad.